# Göte Hagström
Ernst Göte Hagström (Gagnef, 7 settembre 1918 – 5 ottobre 2014) è stato un siepista e mezzofondista svedese.

## Palmarès
- Giochi olimpici

Londra 1948: bronzo nei 3000 metri siepi.